# Pigeon des Andaman
Columba palumboides
Espèce
Statut de conservation UICN

 NT  : Quasi menacé
Le Pigeon des Andaman (Columba palumboides) est une espèce d'oiseau appartenant à la famille des Columbidae.

## Description
Cet oiseau mesure de 36 à 41 cm pour une masse de 500 à 520 g.
Le mâle présente une coloration gris argenté au niveau de la tête, du cou et de la poitrine. Le ventre, les flancs et le dessous de la queue sont gris foncé. L'arrière du cou est vert brillant. Le dos et le croupion sont noirs lavés de pourpre iridescent. Les iris sont orange et les cercles oculaires rouge pourpre. La base du bec est rouge, tout comme les pattes, et l'extrémité blanc verdâtre.
La femelle ne diffère que par la coloration plus foncée de la tête et du cou.

## Répartition
Cet oiseau est endémique des îles Andaman-et-Nicobar.

## Habitat
Cette espèce peuple les forêts de préférence denses.

## Comportement
Cet oiseau vit en couple mais constitue également de petits groupes.

## Alimentation
Le Pigeon des Andaman consomme surtout des figues et des baies. Ce régime lui a valu d'être auparavant classé dans le genre Carpophaga.